# DJ Chosen Few
Chosen Few is een producerduo bestaande uit François Prijt (1972) en Bastiaan de Waard (1983).

## Geschiedenis
Chosen Few was in eerste instantie een soloproject van François Prijt (DJ Chosen Few). In 2008 ging hij een samenwerking aan met producer Bastiaan de Waard. Sindsdien produceren ze samen onder de naam Chosen Few.
Halverwege de jaren tachtig maakte Prijt kennis met het muziekgenre electro. Nadat zijn ouders een Commodore 64 voor hem hadden gekocht, begon hij daarmee muziek te maken. In het begin was dit voornamelijk hiphop en drum 'n' bass. In 1989 kocht hij ook zijn eerste Technics SL1200-draaitafels.
Eind 1991 begon Prijt met het draaien van hardcore en werd hij de vaste dj van een kleine club(Amnesia/Hotel Kabul) op de Amsterdamse Wallen.
Na een optreden met DJ Dano en The Prophet in Oostenrijk werd Prijt geboekt op grote feesten in binnen- en buitenland en was hij te horen in onder andere Berlijn (MayDay), Zürich (Energy Rave), Schotland (Resurrection) en bij andere grote optredens in Italië, Rusland, Amerika en Australië. Hoogtepunten in Nederland waren Thunderdome, Ghosttown, het Dominator Festival, Mindcontroller, Decibel Outdoor 2006, Pandemonium, Hard Bass, Masters of Hardcore en vele Hellraiser feesten in de Sporthallen Zuid in Amsterdam.
DJ Chosen Few bracht meer dan honderd tracks uit op labels als Mokum Records, Bzrk Black Label, RNO Records, Megarave, Spleen Kick Records en H20H Recordings.
In 2005 richtte Prijt het platenlabel Elite Hard Core op, dat hij wilde gebruiken om jong talent de kans te geven hun werk bekend te maken bij het hardcore publiek.
De stijl van Chosen Few is een combinatie van techno, ambient, hiphop, hardcore en veel experimenten met geluiden.